# Centrální tankoviště ropy Nelahozeves

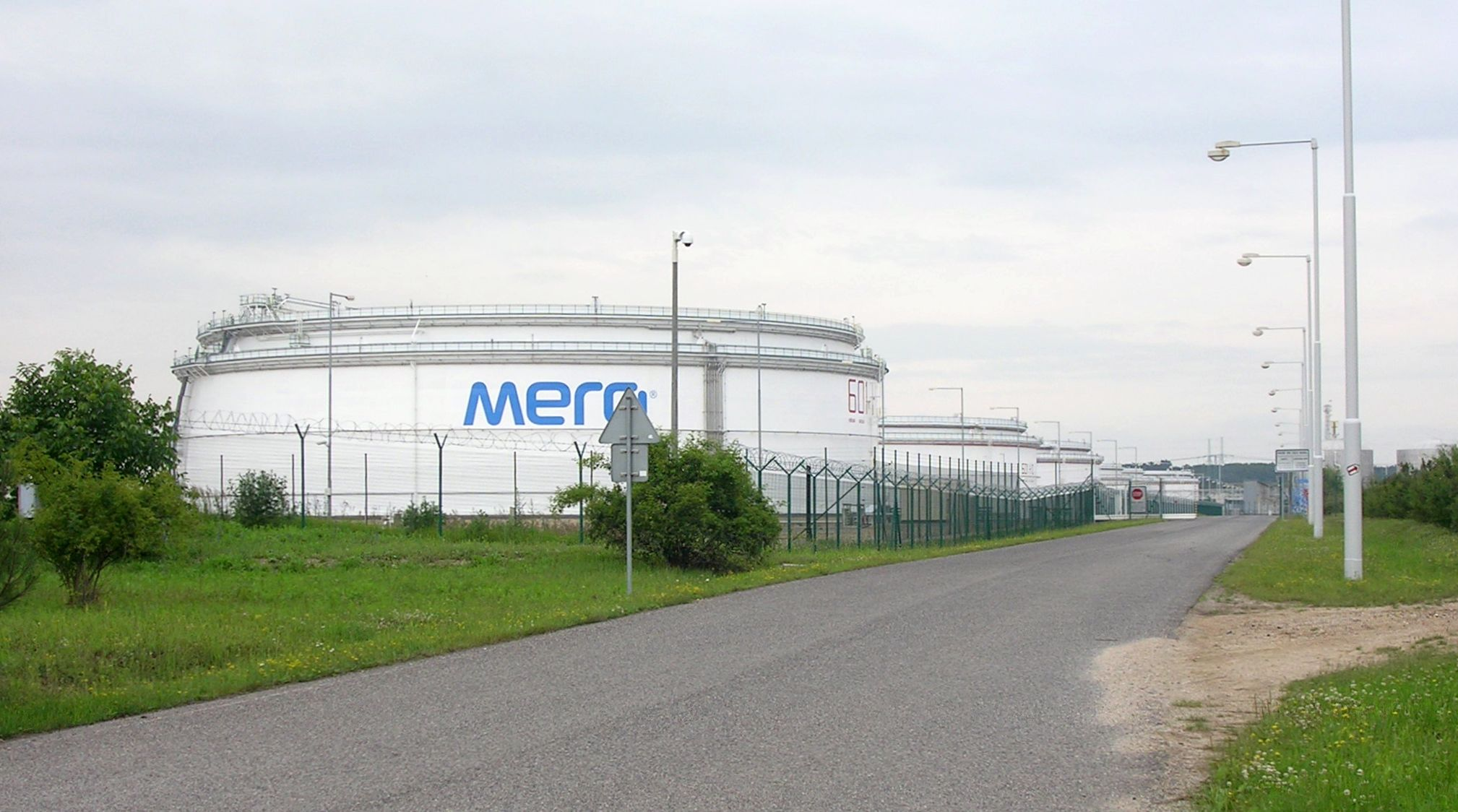
Skladovací zásobníky v CTR

Centrální tankoviště ropy Nelahozeves (CTR) se nachází severně od obce Nelahozeves, na rozhraní okresů Mělník a Kladno. Jeho celková kapacita je 1 675 000 m³ ropy a ropných produktů. V tankovišti končí trasy ropovodů Družba a IKL. Primární funkcí CTR je skladování strategických nouzových zásob ropy pro Českou republiku. Dále slouží jako mezisklad ropy z ropovodů Družba a IKL, k míchání různých druhů ropy podle požadavků odběratelů a distribuci ropy k rafinériím. Provozovatelem tankoviště je MERO ČR, a. s. Ropa z těchto zásobníků by Česku vystačila přibližně na 90 dní.

## Historie
Na počátku 90. let, během přístupových jednání o vstupu České republiky do Evropské unie bylo jako jedna z podmínek požadováno vybudování skladiště strategických zásob ropy a ropných produktů na dobu 90 dnů. Výstavba tankoviště na místě bývalé pískovny u Nelahozevsi započala v červenci 1994. V rámci tří etap výstavby během let 1994–1998 zde vznikly 4 nádrže po 50 000 m³ a šest po 100 000 m³ skladovací kapacity. Jako strategické úložiště sloužily větší tanky, menší byly určeny pro míchání různých typů ropy pro rafinérie v Litvínově a Kralupech. Vzhledem k rostoucí spotřebě ropných produktů v Česku během druhé poloviny 90. let se ukázala potřeba navýšení skladovací kapacity. Během let 2001–2004 v rámci první etapy rozšíření CTR došlo k výstavbě čtyř nadzemních nádrží po 125 000 m³, největších svého typu ve střední Evropě. Celková skladovací kapacita tím vzrostla na 1 300 000 m³. Druhé rozšíření proběhlo v letech 2006–2008. Byly postaveny další dvě nádrže po 125 000 m³, současně proběhla modernizace hasicího systému a elektronické požární signalizace. V roce 2020 byla postavena další nádrž o kapacitě 125 000 m3.

## Popis

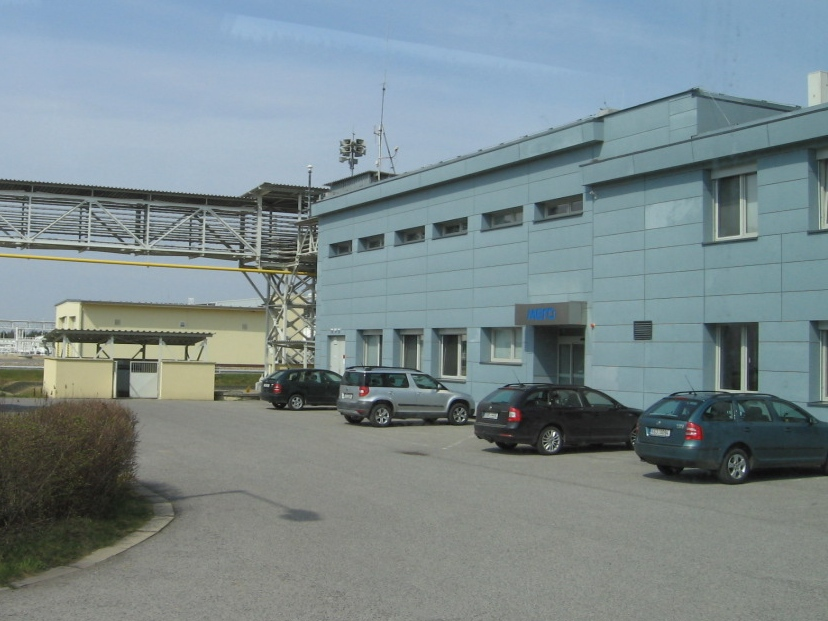
správní budova a velín

Centrální tankoviště ropy se nachází na katastrálním území obcí Nelahozeves, Uhy, Nová Ves a Sazená. Rozloha areálu je asi 59 hektarů. Nachází se zde celkem 16 nádrží o celkovém objemu 1 550 000 m³. Z konstrukčního hlediska jde o ocelové válcové nadzemní nádrže s dvojitým dnem a dvojitým pláštěm. V případě netěsnosti vnitřního pláště dokáže meziplášť a dvojité dno zachytit plný objem nádrže. Střechy nádrží jsou plovoucí – během vyprazdňování nebo plnění nádrže klesají nebo stoupají současně s hladinou. Z hlediska fyzikálně-chemických vlastností je maximální doba skladování ropy 15 let. Nádrže jsou opatřeny míchací technologií, která zabraňuje akumulaci úsad.
Hlavní část kapacity tankoviště zaujímají strategické zásoby ropy a pohonných hmot, které jsou majetkem Správy státních hmotných rezerv. Kromě strategického skladování slouží CTR i jako mezisklad ropy, přiváděné sem koncovými větvemi ropovodů Družba a Ingolstadt. Probíhá zde také míchání jednotlivých druhů dopravované ropy.
Protipožární ochranu tankoviště zajišťuje automatizovaný systém stabilního hasicího zařízení. Hasicí voda je čerpána z řeky Vltavy.
V areálu CTR se nachází velín, z něhož je řízen provoz tankoviště i ropovodů na území Česka. Instalovaný řídicí systém CROMOS 2000 je identický s řídicím systémem ropovodu Družba.
Parametry skladovacích nádrží:
- 4 × 50 000 m³: průměr 60,3 m, výška 18,8 m
- 6 × 100 000 m³: průměr 84,5 m, výška 19,2 m
- 7 × 125 000 m³: průměr 84,5 m, výška 24,1 m